# Давид из Мюнценберга
Давид бен-Калонимос из Мюнценберга (род. XII век, ум. после 1223) — германский тосафист и литургический поэт начала XIII века.

## Биография
Внук Калонимоса из Шпайера (Kalonymus the Elder of Speyer) и ученик Самуила ха-Хасида (Samuel ha-Hasid), также из Шпайера (устар. Шпейер).
Был раввином в Мюнценберге (земля Гессен).
Его цитирует Тосафот; автор некоторых селих.